# Miss Potter
Miss Potter – brytyjsko-amerykański dramat biograficzny z 2006 roku w reżyserii Chrisa Noonana. W rolach głównych wystąpili Renée Zellweger i Ewan McGregor. Biograficzna opowieść o życiu Beatrix Potter, popularnej angielskiej pisarki i ilustratorki książek dla dzieci.
Zdjęcia do filmu kręcono w Londynie oraz w hrabstwie Kumbria (m.in. w Keswick, Derwent Water, Coniston, Tarn Hows, wiadukt Arten Gill, Loughrigg Tarn, Loweswater, Whitehaven).

## Obsada
- Beatrix Potter: Renée Zellweger
- Norman Warne:Ewan McGregor
- Millie Warne: Emily Watson
- Helen Potter: Barbara Flynn
- Miss Wiggin: Matyelok Gibbs
- Ashton Clifford: Richard Mulholland
- Lady Clifford: Sarah Crowden
- Lady Stokely: Bridget McConnell
- Lady Armitage: Jane How
- Lady Sybil: Lynn Farleigh
- Pan Copperthwaite: Geoffrey Beevers
- Pani Haddon-Bell: Clare Clifford
- Pani Warne: Phyllida Law
- Sir Nigel: John Woodvine
- Pan Cannon: Marc Finn
- Harry Haddon-Bell: Andy McSorley
- Jane: Jennifer Castle
- Lionel Stokely: Joseph Grieves
- William Heelis: Lloyd Owen
- Rupert Potter: Bill Paterson
- Harold Warne: Anton Lesser
- Fruing Warne: David Bamber
- Fiona: Patricia Kerrigan
- Hilda: Judith Barker
- Saunders: Chris Middleton
- Młoda Beatrix: Lucy Boynton
- Młody Bertram: Oliver Jenkins